# Saint-Prouant
 Saint-Prouant  es una población y comuna francesa, en la región de Países del Loira, departamento de Vendée, en el distrito de La Roche-sur-Yon y cantón de Chantonnay.

## Demografía
| 767 | 779 | 899 | 1076 | 1240 | 1305 |
| Para los censos de 1962 a 1999 la población legal corresponde a la población sin duplicidades (Fuente: INSEE [Consultar]) |     |     |      |      |      |

## Monumentos

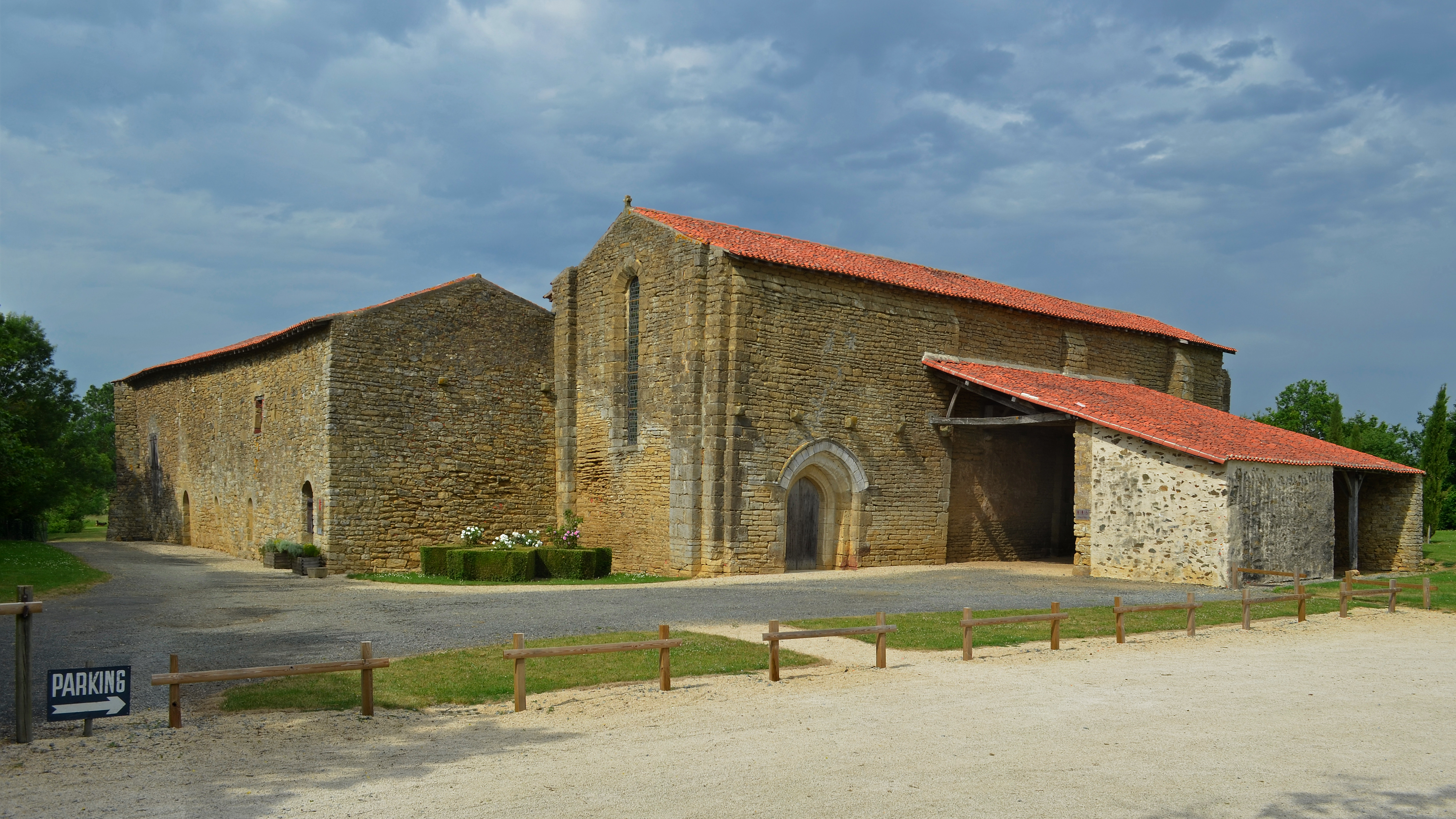
Priorato de Grammont

- Priorato de Grammont